# Fattouche
Le fattouche (en arabe : فتوش) est une salade de crudités qui fait partie du mezzé levantin. Les ingrédients de base du fattouche sont le pourpier, la salade verte, les tomates, les concombres, les radis, les oignons ainsi qu'une épice nommée sumac, qui donne un goût acidulé. On le consomme traditionnellement avec du pain levantin croustillant.